# Otakar Zich (logik)
Otakar Zich (26. května 1908, Praha – 5. března 1984, Praha) byl český logik, filozof a kybernetik.

## Život
Otakar Zich se narodil 26. května 1908 v Praze. Vyrůstal v rodině s vysokou kulturní úrovní; jeho otec, Otakar Zich, byl profesorem estetiky na Karlově univerzitě a hudebním skladatelem.
Po maturitě na reálném gymnáziu v Praze studoval matematiku, fyziku, filozofii a estetiku na Univerzitě Karlově. Tato studia ukončil státními zkouškami z matematiky a fyziky a doktorátem přírodních věd (1931). V letech 1945–1951 pracoval v různých funkcích na ministerstvu školství, kde se soustředil na poválečnou reorganizaci československého školství v oboru umělecké, hlavně hudební výchovy.
V roce 1948 se habilitoval z logiky spisem Příspěvek k teorii celých čísel a jednoznačného zobrazení (vyšel i pod názvem Sur la notion du nombre entier). Na základě této práce (vysoce hodnocené významnými logiky A. N. Kolmogorovem a A. Churchem, kteří ji oponovali) byl v roce 1949 jmenován soukromým docentem a v roce 1951 státním docentem logiky a filozofie matematiky.
Protože vlivem doby nemohl uplatnit své znalosti z oboru, pro nějž se habilitoval, přednášel několik let dějiny přírodních věd na Přírodovědecké fakultě Univerzity Karlovy. Po celostátní konferenci o logice v roce 1953, na níž přednesl zásadní referát, postupně budoval první české samostatné pracoviště logiky na Filozofické fakultě Univerzity Karlovy. Jeho úsilí vedlo v roce 1957 ke zřízení katedry logiky, jejímž vedoucím se stal. Roku 1958 byl jmenován profesorem, 1961 mu byla udělena hodnost doktora věd (DrSc.) V roce 1960 se z katedry logiky stalo oddělení katedry filozofie; roku 1969 byla obnovena jako samostatná katedra, avšak o dva roky později (1971) byla opět začleněna do katedry filozofie. Při všech těchto proměnách pracoviště logiky zůstával Zich jeho vedoucím.
Zemřel roku 1984 v Praze. Byl pohřben na Vinohradském hřbitově.

## Výběr z díla

### Publikace
- O hranici oblasti jednoduše souvislé. Praha: Přírodovědecká fakulta, 1931. 14 – [I] s. Spisy vydávané přírodovědeckou fakultou Karlovy university. Rok 1931. Čís. 117.
- Hudebníkův svět. Praha: Václav Petr, 1940. 29, [i] s. Svazky úvah a studií; č. 34.
- Úvod do filosofie matematiky. Praha: Jednota československých matematiků a fysiků, 1947. 171 – [III] s. Cesta k vědění. Sv. 34.
- Umělecká výchova a ženy. Praha: Orbis, 1948. 33 – [I] s. Přednášky a diskuse. Sv. 15.
- Lidová přísloví z logického hlediska. Praha: Nakladatelství Československé akademie věd, 1956. 178 s.
- Spolu s kol. Moderní logika. Praha: Orbis, 1958. 240, [3] s. Malá moderní encyklopedie. Sv. 7.
- Spolu s: MÁLEK, Ivan a TONDL, Ladislav. K metodologii experimentálních věd. Praha: ČSAV, 1959. 342, [1] s. Práce ČSAV. Sekce ekonomie, práva a filosofie.
- Význam logiky pro práci vysokoškolského učitele. Praha: Státní pedagogické nakladatelství, 1959. 98, [i] s. Edice vysokoškolské pedagogiky; sv. 5.
- Nárys dějin formální logiky. In WEINBERGER, Ota a ZICH, Otakar. Logika: Učebnice pro právníky. 2. vyd. Praha: SPN, 1964. 3. vyd. Praha: SPN, 1965. 269, [1] s. Učebnice pro vys. školy.
- Spolu s: ZELENKA, Jaroslav. Mathematisch-logisches Modell der Vestibular- und Gehörstörungen. Praha: Nakladatelství Československé akademie věd, 1965. 45, [1] s. Rozpravy ČSAV. Roč. 75/1965, Řada matem. a přír. věd. Seš. 9.
- Spolu s: KOLMAN, Arnošt. Zajímavá logika: sbírka řešených příkladů s úvodem do výrokového a třídového kalkulu od Otakara Zicha. Vyd. 1. Praha: Mladá fronta, 1965. 157 s. V překladech: rusky Moskva 1966, litevsky Vilnius 1969, estonsky Tallin 1970, německy Lipsko 1970.
- Logika pro praxi. Praha: Práce, 1968. 185, [2] s.
- Elementární úvod do teorie informace. Praha: Úřad pro patenty a vynálezy, 1971. 55 s. Knižnice Institutu při Úřadu pro patenty a vynálezy; sv. 19.
- Spolu s kol. Základy kybernetiky, programování a využití počítačů: určeno pro posl. filosof. fak. Praha: SPN, 1976. 197 s.

Spoluautor. Základy kybernetiky, programování a využití počítačů: skripta pro posl. filozof. fakulty Univ. Karlovy, přeprac. vyd. Praha: Univerzita Karlova, 1985. 215 s.

### Překlady
- BOLZANO, Bernard. Paradoxy nekonečna. Praha: ČSAV, 1963. 150 s. Filosofická knihovna ČSAV.